# Barby, Ardennes

Barby este o comună în departamentul Ardennes din nordul Franței. În 1 ianuarie 2022 avea o populație de 388 de locuitori.